# 짧은머리넓적코박쥐
짧은머리넓적코박쥐(Platyrrhinus brachycephalus)는 주걱박쥐과(신세계잎코박쥐과)에 속하는 남아메리카 박쥐의 일종이다. 볼리비아와 콜롬비아, 에콰도르, 프랑스령 기아나, 페루, 수리남, 베네수엘라에서 발견된다.